# Bertric-Burée
Bertric-Burée (trong tiếng Occitan Bertric e Buréia) là một xã của Pháp, nằm ở tỉnh Dordogne trong vùng Aquitaine của Pháp. Xã này có diện tích 16,73 km2, dân số năm 1999 là 393 người. Xã nằm ở khu vực có độ cao trung bình 174 m trên mực nước biển.

## Thông tin nhân khẩu
| Năm | 1962 | 1968 | 1975 | 1982 | 1990 | 1999 |
| --- | ---- | ---- | ---- | ---- | ---- | ---- |
| Dân số | 360  | 330  | 308  | 314  | 340  | 393  |
| From the year 1962 on: No double counting—residents of multiple communes (e.g. students and military personnel) are counted only once. |      |      |      |      |      |      |